# Victoria (Yoro)
Victoria est une municipalité du Honduras, située dans le département de Yoro. Elle comprend 19 villages et 227 hameaux. Elle est fondée en 1902.

## Source de la traduction
- (en) Cet article est partiellement ou en totalité issu de l’article de Wikipédia en anglais intitulé « Victoria, Yoro » (voir la liste des auteurs).